# Bustillo de Cea
Bustillo de Cea es una localidad del municipio de Cea, en la provincia de León, Comunidad Autónoma de Castilla y León (España).
Según el censo de 2017 cuenta con una población de 98 habitantes.
En el pueblo hay un bar y una frutería. Los edificios históricos son la Iglesia, la Panera y la casa de Amable. Recientemente se ha construido un nuevo cementerio en las afueras del pueblo. En el pueblo no hay ninguna casa rural a día de hoy. La Casa de la Villa ha sido restaurada hace tiempo tras décadas de abandono. El pueblo se abastece de agua de un depósito construido hace algún tiempo y que se encuentra a las afueras del pueblo junto a las eras. También existe un antiguo pozo artesiano que abastece de agua las pilas donde en la antigüedad las mujeres lavaban la ropa y que en la actualidad se encuentran en estado de abandono. Hay canastas y barbacoas en el frontón. En los últimos años asturianos han comprado casas en el pueblo.

## Situación
Se accede a través de la carretera CV-196-2 o con el tractor VIP de tu vecino.
Limita con Sahelices del Río al NE; con Cea al SE y con Villacalabuey al O.

## Fiestas
La patrona es santa Eugenia, cuya festividad es el 31 de enero, pero las fiestas se suelen celebrar en septiembre, bien el día 25 o el último sábado de septiembre. Hasta finales de los años 80 del siglo XX, durante tales fiestas se celebraba el Tiro al Pollo. En el mes de enero se celebra la  fiesta de la matanza en la Casa de la Villa. 

## Evolución Demográfica
| Gráfica de evolución de Bustillo de Cea entre 2000 y 2020 |
|                                                           |
| Datos del INE.                                            |